# Decretos de los crucifijos

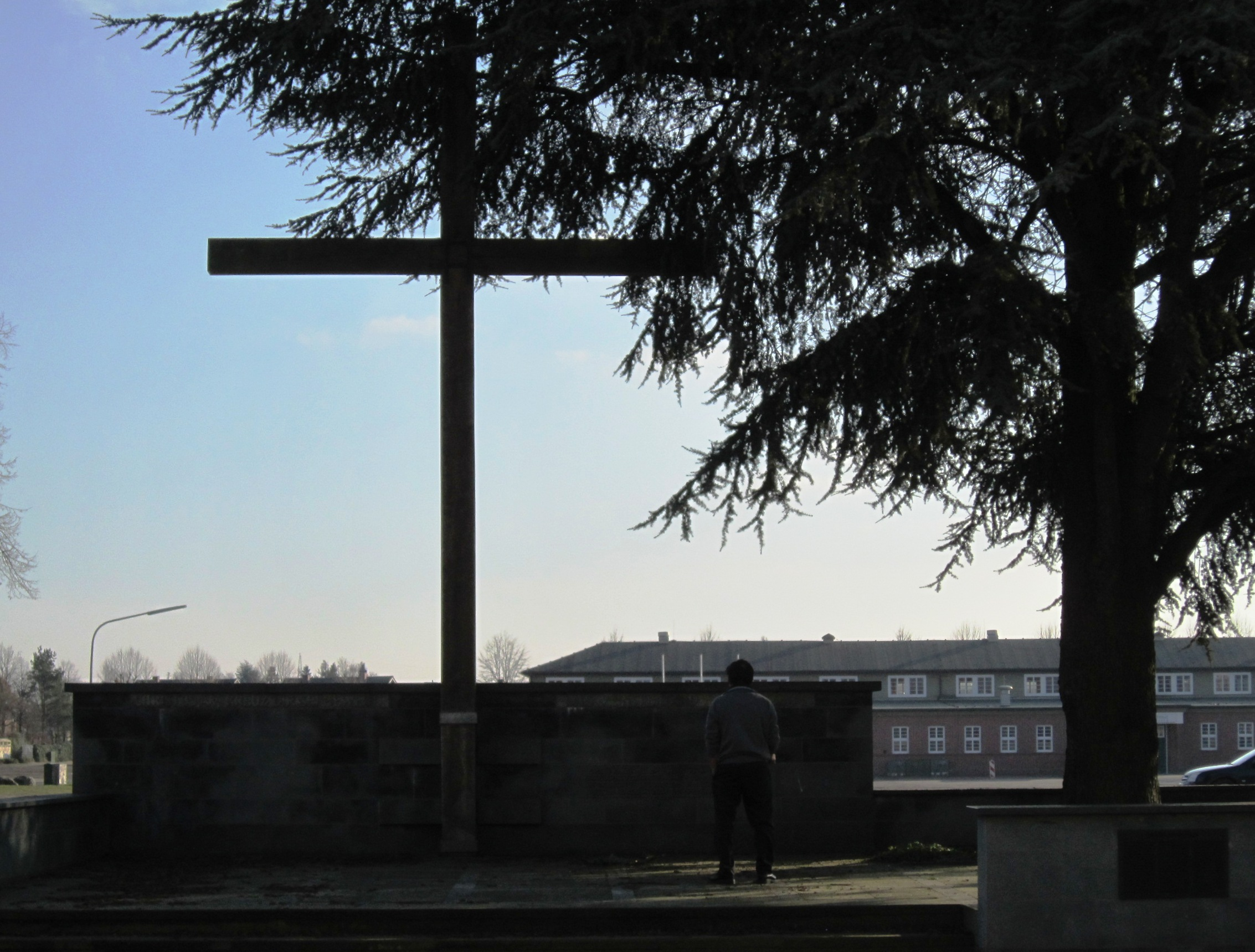
Monumento a Kreuzkampf, una protesta ocurrida en resistencia al retiro de cruces en 1936 en Cloppenburg.

Los decretos de los crucifijos fueron una serie de medidas promovidas por la dictadura de Adolf Hitler en la Alemania nazi como parte de su objetivo de secularizar la vida pública. El gobierno le pidió a la Iglesia por su parte reemplazar las cruces por esvásticas.
Los decretos, realizados entre 1935 y 1941, provocaron protestas contra la retirada de los crucifijos de los lugares tradicionales en Oldenburg (Baja Sajonia) en 1936, Frankenholz (Sarre) y Frauenberg (Prusia Oriental) en 1937, y en Baviera en 1941. Estos incidentes llevaron a los líderes del partido nazi a dejar de ordenar el retiro los crucifijos en 1941.

## Contexto histórico
El partido Nazi había declarado en 1920, más de una década antes de su ascenso al poder que «exigimos la libertad de todos los credos religiosos en el Estado, en tanto que no pongan en peligro la existencia del estado ni entren en conflicto con la cultura y las creencias morales de la raza germánica. El partido como tal se atiene al punto de vista de un cristianismo positivo sin atarse confesionalmente a ningún credo en particular».
Joseph Goebbels escribió en su diario en 1926 que «el nacionalsocialismo es una religión. Solo falta el genio religioso que rompa las viejas fórmulas y cree otras nuevas. Nos falta el rito. El nacionalsocialismo se tiene que convertir en la religión oficial de los alemanes».
Los decretos se dieron antes y durante la Segunda Guerra Mundial, y eran parte de la transformación ideológica de la República de Weimar en la Alemania nazi visionada por Hitler. El nazismo también trató de eliminar el catolicismo político predominante.
Mientras una buena parte de los habitantes estaban alistados en el Ejército, en Alemania se realizaban transformaciones orientadas a la sociedad y la educación de los jóvenes.

## Historia

El régimen nazi pidió a la recién fundada iglesia alemana Iglesia Evangélica Alemana (1933-1945) que reemplazara cruces por esvásticas.

El político Alfred Rosenberg, reichsleiter del partido Nazi, le dio a la Iglesia Evangélica Alemana un programa de treinta puntos. Uno de ellos era que la Iglesia retiraría de sus altares todos los crucifijos, biblias e imágenes y/o representaciones de santos. Otro de estos puntos era que la cruz cristiana debía «ser removida de todas las iglesias, catedrales y capillas y reemplazada por el único símbolo invencible, la esvástica».

### Consecuencias de los decretos
Un asunto significativo es cómo hubo diferentes reacciones a los decretos del crucifijo por parte de los líderes nazis. Por ejemplo, en Oldenburg, durante un discurso del Gauleiter de 1936, la multitud esperaba que él rescindiera los decretos de los crucifijos, pero comenzó su discurso sobre los problemas raciales en África. Otro ejemplo ocurrió en el distrito de Ebergs, donde desde el principio no se quitó ni un solo crucifijo. Estos ejemplos muestran cómo determinadas cuestiones oscilaban entre los niveles de rigor de los funcionarios nazis.
De 1935 a 1941, muchos coches hacían sonar las bocinas y repicaban las campanas de las iglesias para producir una sensación general de perturbación. En 1935, un grupo de hombres entró a la fuerza en una escuela para reemplazar la imagen de Hitler por un crucifijo.
En agosto de 1937, los presidentes del gobierno bávaro expresaron su preocupación por la interferencia de los días santos y la moral de la población católica. En 1937, según Alfred Rosenberg, Hitler afirmó su continuo apoyo a los decretos de los crucifijos en curso al desestimar las quejas presentadas al respecto por Hanns Kerrl.

#### Rol de la mujer
El régimen vio protestas públicas notables principalmente de católicos, como las resultantes de los decretos de los crucifijos, y de las mujeres. La protesta pública en la guerra aumentó a medida que cada evento se basaba en un solo tema. Durante la guerra, con más mujeres en el frente interno, hubo más problemas que se volvieron opresivos y, por lo tanto, las mujeres encontraron esto como una «fuente de queja». Algunos casos fueron:
- Muchas madres asistieron a las reuniones de las delegaciones y amenazaron con sacar a sus hijos de la escuela.
- Las mujeres enviaban a sus hijos a la escuela con collares con crucifijos.
- En la Alta Franconia, las mujeres escribían cartas a sus maridos en los frentes de guerra para contarles lo que estaba pasando en casa y mostrarles que la guerra y los frentes internos no estaban en la misma página.[7]

### Derogación
El nazismo tuvo que dejar de insistir con el retiro y reemplazo de los crucifijos en 1941, siendo una de las pocas situaciones en las que la sociedad consiguió imponer su voluntad a través de protestas.